# Tij
Tij, auch Tiji, Ti, Tey oder Teje, war die Gemahlin des altägyptischen Königs (Pharaos) Eje, der am Ende der 18. Dynastie (Neues Reich) regierte. Die Hieroglyphenschreibung ihres Namens ist dieselbe wie die der Königin Teje. Zur besseren Unterscheidung werden beide Namen aber üblicherweise unterschiedlich vokalisiert.

## Herkunft und Familie
Tijs Herkunft ist unbekannt. Sie war bereits mit Eje verheiratet, bevor dieser König und Tutanchamuns Nachfolger wurde. Durch ihren Titel „Große Amme (Menat Aat) der Nofretete“ wird angenommen, dass sie die zweite Frau von Eje und Nofretete dessen Tochter ist. Demzufolge war Tij nicht nur Nofretetes Amme, sondern auch ihre Stiefmutter. Belege für diese Vermutung gibt es allerdings nicht.

## Belege

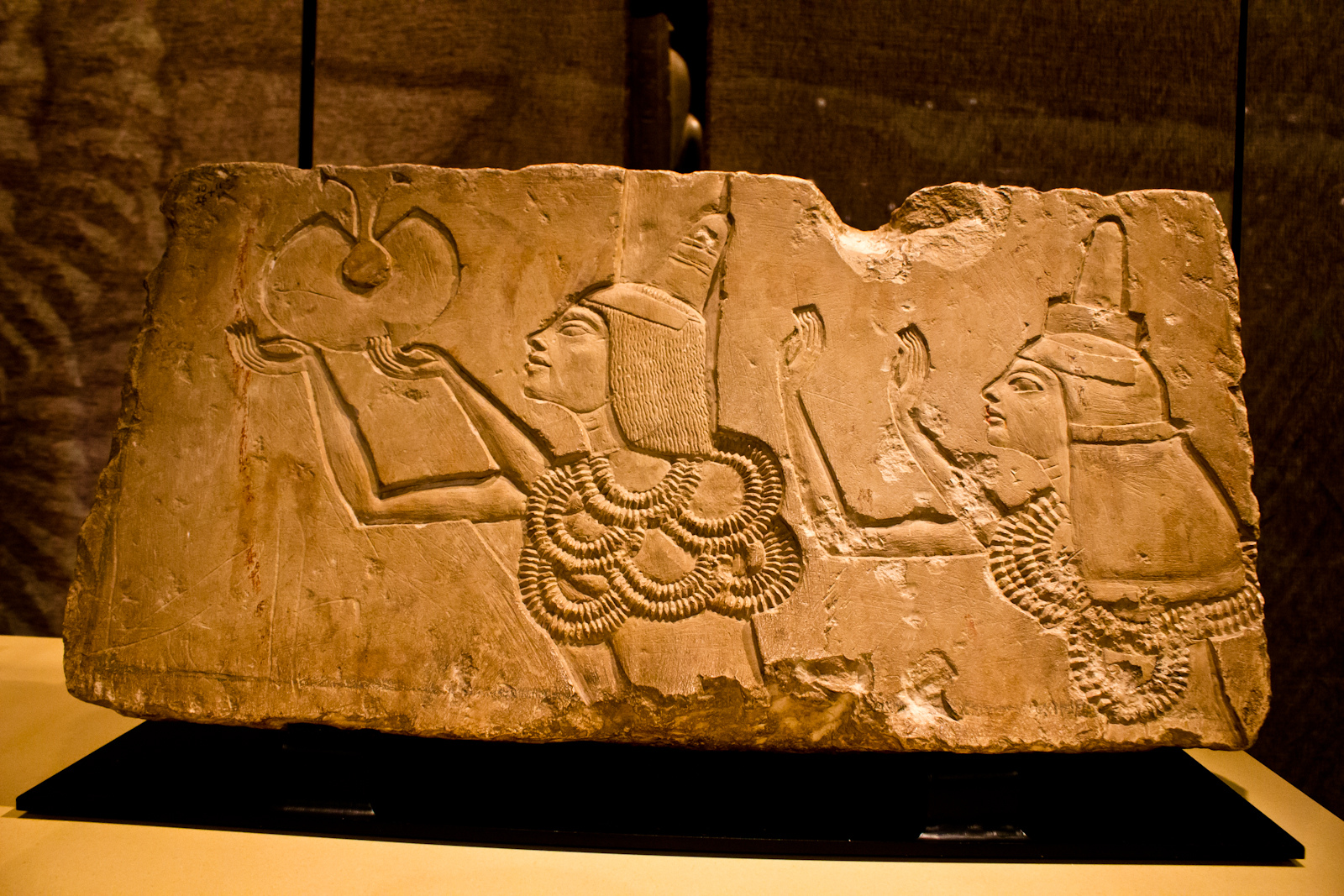
Relief aus Ejes Grab in Amarna; Eje und seine Frau erhalten das Ehrengold von Echnaton

Tijs Name wird auf Funden und in den Gräbern ihres Mannes Eje in Amarna und im Tal der Könige (WV23) mehrfach genannt. Ein Holzkasten, der sich heute im Ägyptischen Museum Berlin befindet, nennt sie ebenfalls. Die wohl bekannteste Darstellung von ihr ist die auf einem Reliefblock aus dem Grab (Nr. 25) des Eje in Amarna, der sich heute im Ägyptischen Museum Kairo befindet. Hier wird Tij zusammen mit ihrem Mann Eje das sogenannte Ehrengold von Echnaton überreicht. Als Königin wird sie in dem Felsentempel des Herrschers in Achmim genannt. Eine weitere Darstellung von Tij findet sich in der Felskapelle des Gottes Min in Achmim.

## Ihr Leben am Königshof in Achet-Aton
Wie Eje, so gelangte auch Tij durch die Heirat Nofretetes mit Echnaton zu einer ehrenvollen Position am Königshof. Ihre besondere Stellung wird durch die außergewöhnliche Verleihung des Ehrengoldes an sie und Eje durch Echnaton unterstrichen. Die Verleihung des Ehrengoldes war eine hohe Auszeichnung und erfolgte in der Öffentlichkeit. Üblicherweise wurde es an siegreiche Soldaten vergeben, in der späteren 18. Dynastie aber auch an Staatsmänner und ranghohe Beamte. Tij ist die erste Frau, die dieses Gold gemeinsam mit ihrem Mann erhielt.

## Ihr Leben am Königshof von Memphis

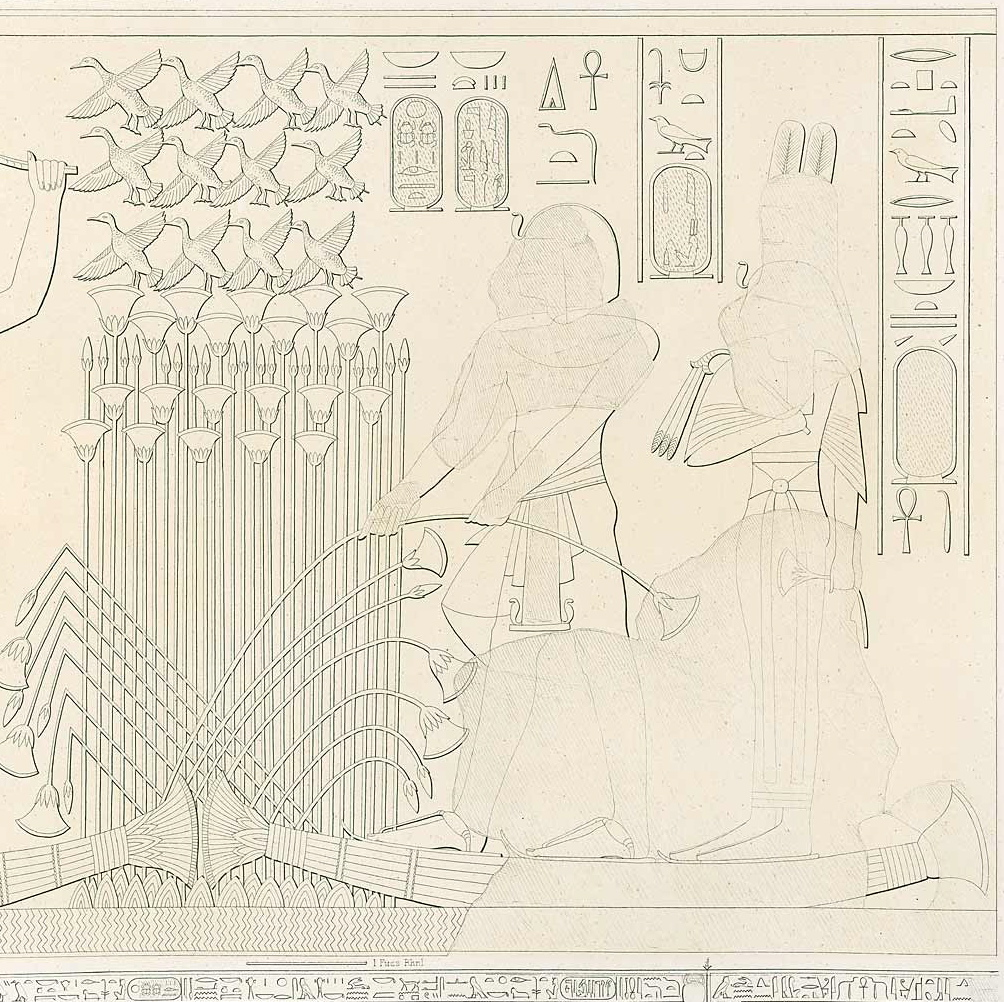
Darstellung aus Grab WV23 nach Lepsius in: Denkmäler aus Aegypten und Aethiopien. (1849)

Über ihr Leben und ihre Position am neuen Königshof in Memphis nach der Verlegung der Hauptstadt unter Pharao Tutanchamun ist nichts bekannt. Anhand eines Ringes, der sich im Ägyptischen Museum Berlin befindet, wird vermutet, dass Eje Tutanchamuns Witwe Anchesenamun heiratete. In Ejes Grab WV23 im Tal der Könige hingegen ist Tij abgebildet, nicht aber Anchesenamun.